# ヘンリー・フィッツロイ (初代リッチモンド公爵)

紋章

初代リッチモンドおよびサマーセット公爵ヘンリー・フィッツロイ（英: Henry FitzRoy, 1st Duke of Richmond and Somerset, 1519年6月15日 - 1536年7月23日）は、イングランド王ヘンリー8世がエリザベス・ブラントに産ませた庶子で、認知した唯一の婚外子である。
ヘンリー8世の子の中で成長した唯一の男子だったが、庶子のため王位継承権はなく、10代で子孫を残さずに父より早く死去した。

## 生涯
母エリザベス・ブラントは、ヘンリー8世の最初の王妃キャサリン・オブ・アラゴンの侍女だった。王妃の妊娠中にヘンリー8世の手が付き、エリザベスは妊娠してヘンリーを産んだ。
生まれてすぐに王の庶子であることを示すフィッツロイ姓を与えられた。ヘンリー8世の庶子である可能性のある子はほかにもいたが、彼が諸手をあげて認知したのはこのヘンリー・フィッツロイただ一人だけである 。
1525年には初代リッチモンド公、サマーセット公およびノッティンガム伯に叙爵された。この時、テューダー朝が始まって40年が過ぎていたが、34歳となっていたヘンリー8世にはひとりの王女（のちのメアリー1世）がいただけで、男子の誕生が切望されていた。ヘンリー・フィッツロイに対するこの破格の待遇には、この子が正嫡ではないことへのヘンリー8世の無念さを垣間見ることが出来る。
1533年に第3代ノーフォーク公トーマス・ハワード（ヘンリー8世の王妃アン・ブーリンとキャサリン・ハワードの伯父）の娘メアリー・ハワードと結婚するが、1536年に肺結核で死去。子孫は残さなかった。

## 補注
1. ↑  Hutchinson, Robert, House of treason: rise and fall of a Tudor dynasty (London, 2009), pg. 58.
2. ↑  アングロ＝ノルマン語で「フィッツロイ」は「王の子」を意味する。
3. ↑  Weir, Alison, Henry VIII: king and court (London, 2002) pg. 220.